# 스네이크 아이즈: 지.아이.조
《스네이크 아이즈: 지.아이.조》(영어: Snake Eyes)는 2021년 개봉한 미국의 슈퍼히어로 영화이다. 로베르트 슈벤트케가 감독을 맡았으며, G.I. 조의 캐릭터 스네이크 아이즈를 주인공으로 한 작품이다. 기존 《G.I. 조》 영화 시리즈의 프리퀄 작품이자 리부트 작품이다. 배우 헨리 골딩이 스네이크 아이즈 역을 맡는다.
기존 2020년 3월 27일 북미 개봉 예정이었으나, 코로나19 범유행으로 인해 개봉이 2021년 7월 23일로 연기되었다.

## 출연
- 헨리 골딩 - 스네이크 아이즈 역
- 앤드루 코지 - 스톰 섀도 역
- 이코 우와이스 - 하드 마스터 역
- 피터 멘사 - 블라인드 마스터 역
- 우르술라 코르베로 - 남작부인 역
- 서마라 위빙 - 스칼렛 역